# Ле Фочи (Ливорно)
Ле Фочи је насеље у Италији у округу Ливорно, региону Тоскана.
Према процени из 2011. у насељу је живело 134 становника. Насеље се налази на надморској висини од 12 м.